# Campionat d'Aragó de futbol
El Campionat d'Aragó de futbol fou la màxima competició futbolística disputada a Aragó en els primers anys del futbol al territori. Era organitzat per la Federació Aragonesa de Futbol, que va ser fundada l'any 1922 per equips de l'Aragó i equips de la província castellana de Sòria. Aquesta començà a organitzar el campionat la temporada 1922-23. Anteriorment, des de 1917, ja es va organitzar un campionat no oficial.

## Història
El futbol va començar a arrelar a la regió aragonesa al voltant de 1903 i, com la majoria de les societats de futbol de l'època, fou impulsada per la colònia britànica. A diferència d'altres zones on els nous clubs van anar germinant progressivament, la pràctica del futbol a l'Aragó es va reduir només a l'activitat col·legial i als partits cada cop més esporàdics a Saragossa. El primer club important no va sorgir-hi fins a l'any 1910, amb la fundació del Zaragoza Foot-ball Club, que vestia camisa blanca i pantalons negres, constituït principalment amb estudiants de la Universitat de Saragossa, on s'hi trobaven estudiants aragonesos, de Biscaia, La Rioja i Navarra. El club, però, acabà desapareixent, després de diversos partits amb rivals d'Osca i Pamplona.
Progressivament, entre 1911 i 1913, nasqueren força equips de vida efímera en el entorn universitari, que acabaven desapareixent quan els seus membres finalitzaven les seves respectives carreres acadèmiques. Un club destacat fou la Sociedad Gimnástica Zaragozana, fundada el 1913 i que vestia de groc i negre. A principis de 1917, els germans Abinzano, Jesús i Julio, recentment arribats de l'Argentina, van contactar amb José María Gayarre, antic president de la Gimnastica, per establir un nou club aprofitant els seus amplis contactes amb el Colegio de El Salvador, dirigit pels jesuïtes.Gayarre, entusiasmat amb la idea, els va regalar els uniformes que encara tenia de la Sociedad Gimnástica, i així, el dissabte 24 de març es va constituir l'Iberia Sport Club, presidit per Ricardo Ostalé.
Des de la seva fundació, l'Iberia va ser el gran motor del futbol d'Aragó, portant els diversos clubs existents a la regió a organitzar extraoficialment el que va ser el primer intent d'un torneig regional. L'Iberia es va convertir en el seu perpetu campió, convertint-se en el Campió d'Aragó dels campionats no oficials els anys 1917, 1918, 1919, 1920 i 1921. Tanmateix, calia una federació per aspirar a fites més grans, i així, els dirigents de l'Iberia, especialment José María Gayarre i José María Muniesa, donaren suport legal a tot el futbol regional, amb la fundació de la Federació Aragonesa de Futbol el 13 de setembre de 1922, de la qual en foren primer i segon president, i d'aquesta manera fent sentir la veu de l'Iberia a tot Espanya. Dues setmanes més tard, el 28 de setembre, es va reunir l'assemblea per redactar el reglament i els estatuts de la federació, quedant definitivament constituïda l'1 d'octubre a petició de l'assemblea nacional.
Precisament fou l'Iberia qui va guanyar el primer títol oficial després de la creació de la Federació regional l'any 1923, i posteriorment sis títols més els anys 1926, 1927, 1928, 1929, 1930 i 1931, participant així en aquelles sis edicions de la Copa del Rei, no anant més enllà de la ronda de 32ens de final a les tres darreres edicions. No obstant això, va ser la Real Sociedad Atlética Stadium, guanyadora de les edicions de 1924 i 1925, qui es va convertir en el primer club aragonès que va jugar la Copa del Rei l'any 1924, dues dècades després de l'inici de la competició.
L'any 1931 els clubs de l'Aragó s'uniren al Campiónat de Guipúscoa i al Campionat Centre formant els anomenats Campionats Mancomunats. No obstant, cap equip aragonès fou dominant en aquestes competicions. Les temporades 1934-35, els equips de Guipúscoa i Navarra es van integrar a la Copa Basca, mentre que el CD Logroño i els equips de l'Aragó es van integrar en una nova competició coneguda com a Campionat Suprarregional Castella-Cantàbria-Aragó. Aquest torneig va durar dos anys, fins que es va interrompre per l'esclat de la Guerra Civil Espanyola. Com les altres competicions regionals, va celebrar la seva darrera temporada el 1939-40 a causa de la supressió de tots els campionats regionals després de la consolidació de la lliga estatal i les seves divisions inferiors.

## Historial
Font:
Campionats no oficials
| Temporada | Campió          | Resultat | Subcampió             |
| --------- | --------------- | -------- | --------------------- |
| 1916-17   | Iberia SC       |          | ?                     |
| 1917-18   | Iberia SC       |          | ?                     |
| 1918-19   | Iberia SC       | lliga    | España FC de Zaragoza |
| 1919-20   | Iberia SC       | lliga    | CD Fuenclara          |
| 1920-21   | Iberia SC       |          | ?                     |
| 1921-22   | Unión Deportiva |          | Iberia SC             |

Campionats oficials
| Campionat Mancomunat Guipúscoa-Navarra-Aragó      |
| Campionat Mancomunat Centre-Aragó-Castella i Lleó |
| Campionat Suprarregional Castella-Cantàbria-Aragó |

| Temporada | Campió                                                  | Resultat                                                | Subcampió                                               |
| --------- | ------------------------------------------------------- | ------------------------------------------------------- | ------------------------------------------------------- |
| 1922-23   | Iberia SC (1)                                           | lliga                                                   | RSA Stadium                                             |
| 1923-24   | RSA Stadium (2)                                         | lliga                                                   | Unión Deportiva Universitaria                           |
| 1924-25   | RSA Stadium (2)                                         | lliga                                                   | Iberia SC                                               |
| 1925-26   | Iberia SC (2)                                           | lliga                                                   | Real Zaragoza CD                                        |
| 1926-27   | Iberia SC (3)                                           | lliga                                                   | Real Zaragoza CD                                        |
| 1927-28   | Iberia SC (4)                                           | lliga                                                   | CD Patria Aragón                                        |
| 1928-29   | Iberia SC (5)                                           | lliga                                                   | CD Patria Aragón                                        |
| 1929-30   | Iberia SC (6)                                           | lliga                                                   | CD Patria Aragón                                        |
| 1930-31   | Iberia SC (7)                                           | lliga                                                   | CD Patria Aragón                                        |
| 1931-32   | vegeu Campionat Mancomunat Guipúscoa-Navarra-Aragó      | vegeu Campionat Mancomunat Guipúscoa-Navarra-Aragó      | vegeu Campionat Mancomunat Guipúscoa-Navarra-Aragó      |
| 1931-32   | vegeu Campionat Mancomunat Centre-Aragó-Castella i Lleó |                                                         |                                                         |
| 1932-33   | vegeu Campionat Mancomunat Guipúscoa-Navarra-Aragó      | vegeu Campionat Mancomunat Guipúscoa-Navarra-Aragó      | vegeu Campionat Mancomunat Guipúscoa-Navarra-Aragó      |
| 1933-34   | vegeu Campionat Mancomunat Guipúscoa-Navarra-Aragó      | vegeu Campionat Mancomunat Guipúscoa-Navarra-Aragó      | vegeu Campionat Mancomunat Guipúscoa-Navarra-Aragó      |
| 1934-35   | vegeu Campionat Suprarregional Castella-Cantàbria-Aragó | vegeu Campionat Suprarregional Castella-Cantàbria-Aragó | vegeu Campionat Suprarregional Castella-Cantàbria-Aragó |
| 1934-35   | Arenas SC                                               | [ 8 ]                                                   | CD Amistad                                              |
| 1935-36   | vegeu Campionat Suprarregional Castella-Cantàbria-Aragó | vegeu Campionat Suprarregional Castella-Cantàbria-Aragó | vegeu Campionat Suprarregional Castella-Cantàbria-Aragó |
| 1935-36   | CD Español de Zaragoza                                  | [ 9 ]                                                   | CD Amistad                                              |
| 1936-37   | no es disputà per la guerra civil                       | no es disputà per la guerra civil                       | no es disputà per la guerra civil                       |
| 1937-38   | no es disputà per la guerra civil                       | no es disputà per la guerra civil                       | no es disputà per la guerra civil                       |
| 1938-39   | Aviación Nacional (1)                                   | 2-0, 2-1                                                | Zaragoza CF                                             |
| 1939-40   | Zaragoza CF (1)                                         | lliga                                                   | CA Osasuna                                              |

1. ↑  La Unión Deportiva Universitaria fou el resultat de la fusió dels clubs Unión Deportiva i Deportiva Universitaria.[7]
2. 1 2  La temporada 1931-32 els equips aragonesos es dividiren en dos campionats mancomunats. L'Iberia SC disputà el campionat Centre-Aragó i el Zaragoza CD el campionat Guipúscoa-Navarra-Aragó.
3. 1 2  Les temporades 1934-35 i 1935-36, el millor equip aragonès, el Zaragoza CF, disputà el Campionat Suprarregional Castella-Cantàbria-Aragó. El campionat d'Aragó fou disputat per equips de segona categoria, situat per sota del Suprarregional jeràrquicament.

## Palmarès
- Iberia SC: 7 títols (1922-23, 1925-26, 1926-27, 1927-28, 1928-29, 1929-30, 1930-31)
- RSA Stadium: 2 títols (1923-24, 1924-25)
- Aviación Nacional: 1 títol (1938-39)
- Zaragoza CF: 1 títol (1939-40)